# Сима Дань
Сима Дань (спрощ.: 司馬聃; піньїнь: Sima Dan; 343 —10 липня 361) — 9-й імператор династії Цзінь і 5-й володар епохи Східна Цзінь у 344–361 роках.

## Життєпис
Походив з імператорського роду Сима. Був сином імператора Сима Юе. 344 році його батько оголосив Сима Даня спадкоємцем трону. Того ж року Сима Юе помер, а Даня було проголошено імператором під іменем Му-ді.
За малолітнього Сима Даня почала правити його мати Чу Суанцзі за підтримки Хе Чуна та Сима Ю, потім регентші допомагав Цай Мо. 345 року почалось посилення роду Хуань, коли родич імператора Хуань Вень став військовим губернатором західних провінцій (на території сучасних Хубей, Хунань, Ґуйчжоу, Юньнань). 346 року Хуань Вень виступив проти царства Чен (територія сучасної провінції Сичуань). 347 року всі землі Чен були завойовані. Проте фактичним володарем їх став Хуань Вень.
349 року після смерті Ши Ху в державі Пізня Чжао почалась смута. Цим вирішили скористатись міністри Східної Цзінь. Разом з тим Сима Ю не дозволив Хуань Веню очолити ту кампанію, остерігаючись ще більшого його посилення. Військами було доручено командувати діду імператора Чу Поу, але той виявився нездарою й зазнав важкої поразки. 352 року воєначальник Інь Хао розпочав нову кампанію проти держави Пізня Чжао, але вона виявилася геть невдалою. У той час Хуань Вень накопичував військову та економічну міць. 354 року Хуань Вень сам вирушив проти царства Рання Цінь, але внаслідок нестачі харчів вимушений був відступити. Разом з тим в середині держави змусив Сима Ю рахуватись із собою, домігшись відставки генерала Інь Хао. 356 року Хуань Вень відвоював місто Лоян.
357 року Сима Дань сягнув повноліття. Він формально перебрав кермо влади на себе. 358 року Сима Ю був відправлений у відставку. 359 року було розпочато війну проти царства Рання Янь, але вона завершилася поразкою й відступом цзіньської армії. 10 липня 361 року імператор Му-ді помер.